# Quentin Bone
Quentin Bone (* 17. August 1931 in Hampstead, London; † 6. Juli 2021) war ein britischer Zoologe und Meeresbiologe.

## Leben
Quentin Bone war der Sohn des Illustrators, Kunstkritikers (Manchester Guardian) und Malers Stephen Bone (1904–1958) und der Künstlerin Mary Adshead (1904–1995). Er ging in Warwick zur Schule und studierte an der Universität Oxford (St. John’s College) Zoologie und vergleichende Anatomie mit dem Abschluss 1954. Danach war er an der Zoologischen Station in Neapel, wo er sich mit Lanzettfischen befasste. Dafür wurde er Prize Fellow des Magdalen College und 1960 mit  Arbeiten zu diesem Thema promoviert. Ab 1958 war er am Marine Biological Association Laboratory in Plymouth. 1991 wurde er dort Emeritus Research Fellow.
1958 heiratete er die Künstlerin Susan Smith (gest. 2021), mit der er vier Söhne hatte.

## Werk
Er war Ko-Autor eines verbreiteten Lehrbuchs der Biologie der Fische. Bone wandte als einer der Ersten Elektronenmikroskopie in der Meeresbiologie an und seine 1966 veröffentlichte Untersuchung über die Feinstruktur zweier verschiedener Arten von Muskeln, die für das Schwimmen von Fischen wichtig sind, wurde häufig zitiert. Das eine waren weiße Muskeln für beschleunigtes Schwimmen (basierend auf Glykolyse), das andere rote Muskeln für ausdauerndes Schwimmen (basierend auf Oxidation). Später fand er, dass auch Tintenfische unabhängig zwei ähnliche Muskelarten entwickelt hatten. Von ihm stammen auch weitere histologische Untersuchungen. Bei Fischen war er an allen Aspekten des Schwimmverhaltens interessiert. Bone vertrat immer einen evolutionären und komparativen Zugang, zum Beispiel in seiner Untersuchung von Amphioxus, einem Verwandten von Vorläufern von Fischen. Er forschte auch über Manteltiere (Tunicata) und andere pelagische marine Wirbellose und deren Schwimmverhalten mit Jet-Ausstoß von Wasser. Unter anderem fand er, dass Salpidae, die schwimmende Kolonien bilden, ihr koordiniertes Schwarmverhalten über erregbare Außenhäute steuern. Er wandte elektrophysiologische Methoden an und fand, dass die Bewegung von Staatsquallen direkt mit Änderungen in der Kinetik der Ionenkanäle auf zellulärer Ebene verbunden war.
Bone arbeitete häufig mit dem befreundeten Meeresbiologen George Owen Mackie zusammen (der ein Pionier der Erforschung des Schwimmens von Quallen war). Unter anderem in Villefranche-sur-Mer und an den Friday Harbor Marine Laboratories in Washington.

## Ehrungen und Mitgliedschaften
1999 erhielt er die Linné-Medaille, 2003 die Frink-Medaille der Zoological Society of London und 1984 wurde er Fellow der Royal Society.

## Schriften (Auswahl)
- mit N. B. Marshall, J. S. Blaxter: Biology of Fishes, Blackie, 1994 (3. Auflage 2007, Taylor & Francis, mit  R. Moore), ISBN 978-0-415-37562-7
- als Koautor und Herausgeber: Biology of Pelagic Tunicates,  Oxford University Press 1998